# Arroyo de las Víboras
El Arroyo de las Víboras es un curso de agua uruguayo que atraviesa el departamento de  Colonia perteneciente a la cuenca hidrográfica del Río de la Plata.
Nace en la Cuchilla San Salvador y desemboca en el Río de la Plata tras recorrer alrededor de  22 km. Cerca de su desembocadura es cruzado por la Ruta 21 mediante el puente Castells.
Es el único hábitat conocido del pez Cynolebias cinereus.